# لیو یانگشین
لیو یانگشین (انگلیسی: Liu Yongxing؛ زادهٔ ۱۹۴۸) کارآفرین و سرمایه‌دار اهل چین است.